# Ablutions dans le judaïsme

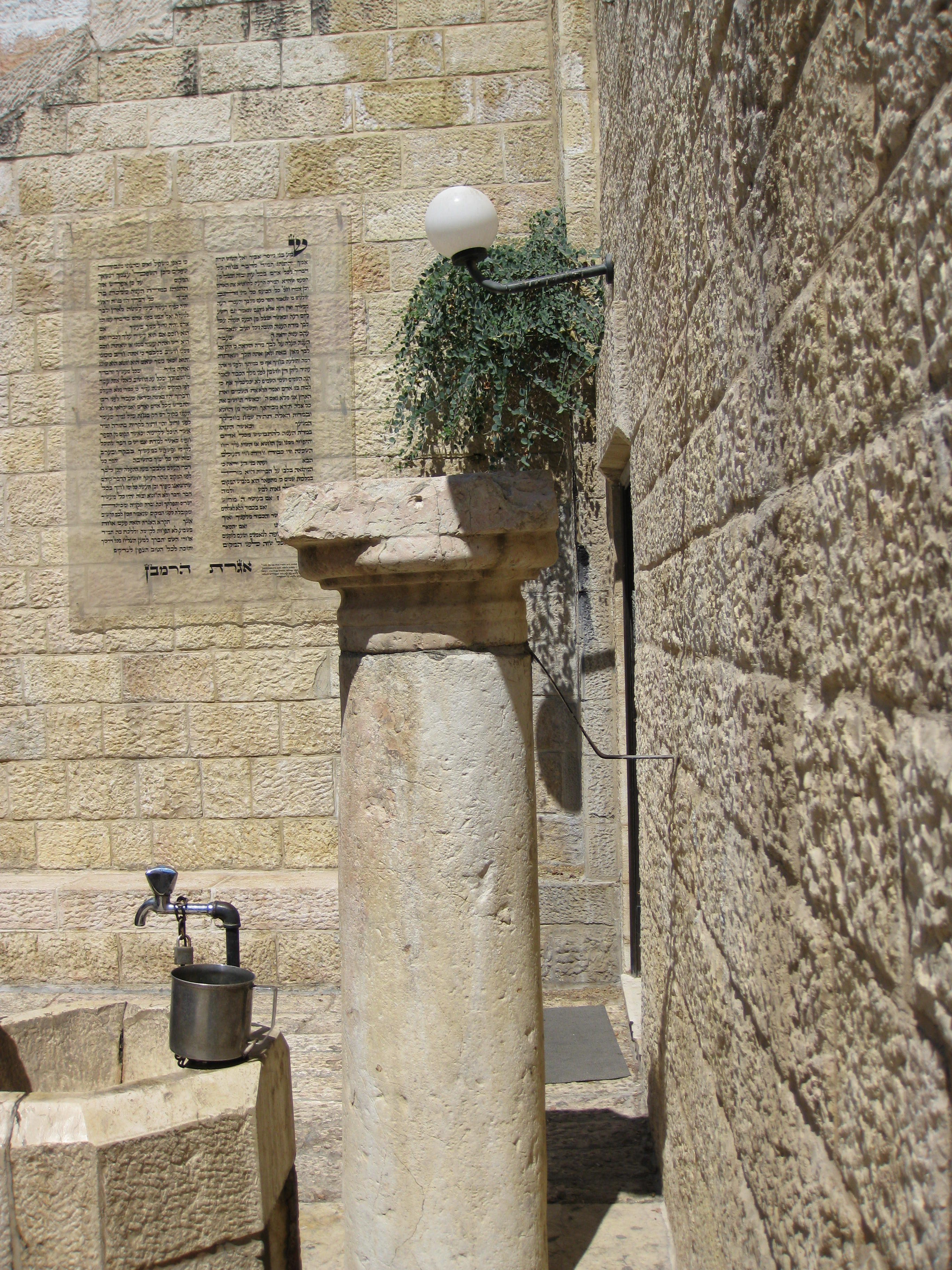
Robinet et récipient à deux anses (keli ou natla, he) pour l'ablution des mains devant la synagogue Ramban.

Le judaïsme comporte de nombreuses cérémonies de purification rituelle par ablution. Elles sont surtout pratiquées par les Juifs « religieux ».
Les origines de ces rites et coutumes se trouvent dans le Mishna et le Talmud, et pour certaines dans la Torah. Elles ont été codifiées dans divers codes de lois et traditions juives, dont le Mishneh Torah de Maïmonide (XIIe siècle), et le Shoulhan Aroukh de Joseph Caro (XVIe siècle).
Ces coutumes sont principalement observées par les Juifs orthodoxes. Les Juifs traditionalistes observent principalement les rites de Netilat yadayim, moins les autres.
La bénédiction à réciter est :
« בָּרוּךְ אַתָּה

הָ׳ אֱלֹהֵינוּ מֶלֶךְ הָעוֹלָם

אֲשֶׁר קִדְּשָׁנוּ בְּמִצְוֹתָיו

וְצִוָּנוּ

עַל

נְטִילַת

יָדָיִם »
« Sois béni, ô Éternel, notre Dieu, roi du monde, qui nous a sanctifiés par ses commandements et nous a ordonné d'élever les mains. »
L'utilisation d'un mikvé est une partie intégrante des cérémonials de purification rituelle, de conversion, et de la tahara.